# Celamoides
Celamoides is een geslacht van vlinders van de familie visstaartjes (Nolidae), uit de onderfamilie Nolinae.

## Soorten
- C. bimaculata van Eecke, 1920
- C. corticella van Eecke, 1926
- C. foliola van Eecke, 1926
- C. pseudastigma van Eecke, 1920